# François Kevorkian
Pour les articles homonymes, voir Kevorkian.
François Kevorkian, surnommé François K (né le 10 janvier 1954 à Rodez), est un musicien, producteur, DJ et remixeur français d'origine arménienne. Il est propriétaire d'un studio d'enregistrement (Axis, New York) assimilé au genre new wave voire house.

## Biographie
François naît en 1954 à Rodez,. Installé à New York depuis 1975, il gagne sa vie comme batteur dans un club new-yorkais avant de jouer, un an plus tard, en tant que DJ invité dans des lieux comme le Paradise Garage, le Studio 54 ou le club Zanzibar. Ses performances le propulsent, en 1978, directeur artistique du label disco Prelude. À l'orée des années 1980, il est l'un des tout premiers DJ à toucher à la musique électronique, attirant l'attention des membres de Kraftwerk qui le sollicitent pour remixer le single Tour de France (1984) puis participer au mixage de l'album Electric Café (1986).
En tant que producteur et mixeur, il collabore avec Jan Hammer, Midnight Oil ou encore Pet Shop Boys, Eurythmics, Erasure (sur l'album Erasure en 1995), Cabaret Voltaire, The Cure et U2. Sa réputation de technicien pointilleux atteint son sommet après qu'il a assuré le mixage de l'album Violator du groupe Depeche Mode en 1990 (à l'exception du single Enjoy the Silence).
En 1994, François Kevorkian fonde à New York son label Wave Music ainsi que le studio d'enregistrement Axis, dans lequel de nombreux artistes prestigieux, dont Madonna, viennent enregistrer leurs albums.
Durant les années 1996 à 2003, il est, avec Joe Claussell et Danny Krivit, l'un des organisateurs et DJ des soirées Body and Soul à New York.
En 2008, il est le programmateur de la radio Electrochoc sur le jeu vidéo Grand Theft Auto IV.